# Lord-lieutenant de Tweeddale
Ceci est une liste de personnes qui ont servi comme lord-lieutenant de Tweeddale. L'office a remplacé le lord-lieutenant du Peeblesshire en 1975.
- Scott avait été lord-lieutenant du Peeblesshire
- Robert Scott, 1975–1980
- Aidan Sprot, 8 octobre 1980-1994
- John David Bingham Younger, 28 juin 1994-20 mai 2014
- Hew Strachan 20 mai 2014-présent[1].